# Geraldine Page
Geraldine Sue Page (Kirksville, 22 november 1924 - New York, 13 juni 1987) was een Amerikaans actrice. Zij won voor haar hoofdrol in The Trip to Bountiful in 1986 een Academy Award, nadat ze daar zeven keer eerder voor werd genomineerd. Ook kreeg Page tien andere acteerprijzen toegekend, waaronder Golden Globes voor Summer and Smoke (1961) en Sweet Bird of Youth (1962), een Emmy Award voor de televisiefilm The Thanksgiving Visitor (1967) en een BAFTA Award voor Interiors (1978). Ze werd vier keer genomineerd voor een Tony Award, maar won deze nooit.
Na verschillende eenmalige gastrolletjes maakte Page in 1953 haar filmdebuut als Florence Albert in Taxi. In de 35 jaar die daarop volgden, speelde ze rollen in uiteindelijk 31 films, veertig inclusief televisiefilms. Hoewel Page ook in meer dan 25 verschillende televisieseries verscheen, was dat nooit als een personage dat meer dan twee afleveringen meeging.
Page trouwde twee keer. Haar eerste huwelijk met Alexander Schneider duurde van 1954 tot en met 1957. Na hun scheiding hertrouwde ze in 1963 met acteur Rip Torn, met wie ze dochter Angelica (actrice) en tweelingzonen John en Tony kreeg. Torn en zij bleven bij elkaar tot aan haar overlijden.

## Filmografie
*Exclusief negen televisiefilms
| - Riders to the Sea (1987) - Native Son (1986) - My Little Girl (1986) - The Trip to Bountiful (1985) - White Nights (1985) - Walls of Glass (1985) - The Bride (1985) - The Pope of Greenwich Village (1984) - I'm Dancing as Fast as I Can (1982) - Honky Tonk Freeway (1981) - Harry's War (1981) - Interiors (1978) - The Rescuers (1977, stem) - Nasty Habits (1977) - The Day of the Locust (1975) - Happy as the Grass Was Green (1973) | - Pete 'n' Tillie (1972) - J.W. Coop (1972) - The Beguiled (1971) - Trilogy (1969) - What Ever Happened to Aunt Alice? (1969) - The Happiest Millionaire (1967) - La chica del lunes (1967, aka Monday's Child) - You're a Big Boy Now (1966) - The Three Sisters (1966) - Dear Heart (1964) - Toys in the Attic (1963) - Sweet Bird of Youth (1962) - Summer and Smoke (1961) - Hondo (1953) - Taxi (1953) |

- Bibsys: 4016879
- Biblioteca Nacional de España: XX1175605
- Bibliothèque nationale de France: cb13898175x (data)
- Catàleg d'autoritats de noms i títols de Catalunya: 981058507966106706
- CiNii: DA10338251
- Gemeinsame Normdatei: 116015497
- International Standard Name Identifier: 0000 0001 1067 7304
- Library of Congress Control Number: n82225116
- MusicBrainz: 608dbbe1-eadc-45a5-b9db-ed077cfacefd
- Nationale Bibliotheek van Tsjechië: xx0183518
- Nationale Bibliotheek van Israël: 987007451096705171
- Nederlandse Thesaurus van Auteursnamen: 073082570
- Système universitaire de documentation: 08773737X
- Virtual International Authority File: 64192780
- WorldCat: E39PBJj8KfMyj99QvdPyffWxDq